# Kaakkurijärvi (Jukkasjärvi socken, Lappland, 748821-176293)
Kaakkurijärvi är en sjö i Kiruna kommun i Lappland och ingår i Kalixälvens huvudavrinningsområde.